# Esteve màrtir
Esteve màrtir o Stephanos kelil (inicis del segle I - Rodalia de Jerusalem, 34-35?) protomàrtir (el primer màrtir), és un sant del cristianisme. No se sap segur quin era el seu nom però sí que significava corona, d'aquesta manera, com que es considerava un jueu hel·lenitzat, se li atribuí el nom grec Stephanos (en arameu, kelil i en català, Esteve).

## Esteve als textos antics

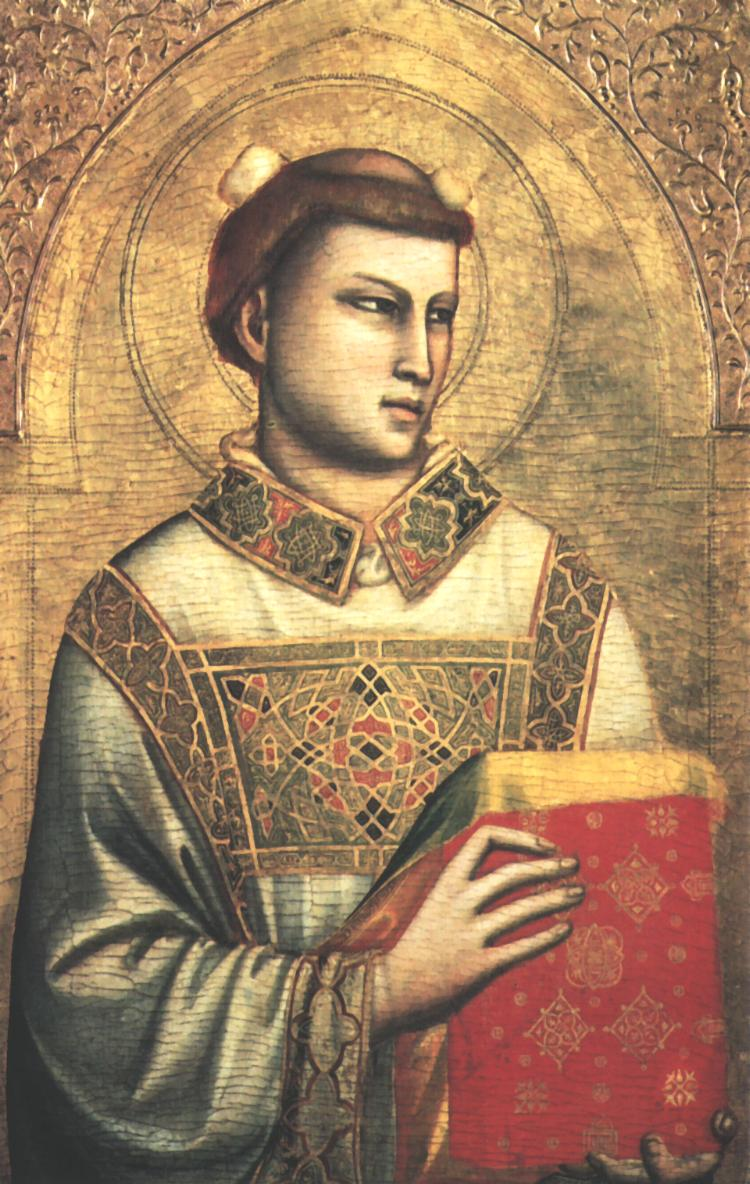
Sant Esteve de Giotto

L'única font per conèixer la seva vida i mort són el llibre del Nou Testament conegut com els Fets dels Apòstols. Esteve va ser un dels set homes escollits pels apòstols poc temps després de la mort de Jesús amb la funció de diaca per gestionar els béns comuns i repartir almoines entre les vídues dins l'economia de l'església primitiva. També va predicar l'evangeli a la comunitat dels hebreus procedents de colònies hel·lenitzades a la sinagoga de Jerusalem. El missatge d'Esteve va ser près com una agressió a la Llei i se l'acusava de dir paraules blasfemes contra Moisès i contra Déu. Una població agitada com la del Jerusalem d'aquell temps, provocà que els més excitats el portessin davant el Sanedrí i allà va fer un discurs carregat de fogositat i imprudent, considerat inadmissible per una assemblea encarregada de vetllar per la tradició i la Llei, per la qual cosa l'acabarien matant. En sentir-lo, els membres del Sanedrí estrenyien les dents i es corsecaven de ràbia contra Esteve (Fets 7, 54) i es van tapar les orelles i s'abraonaren tots alhora contra ell (Fets 7, 57). Un grup d'exaltats el portaren als afores de Jerusalem i l'apedregaren. Dins el context polític del moment, el Sanedrí no podia condemnar a ningú, ja que només era l'autoritat moral, perquè el poder polític i la força pública residia en els romans. Pau de Tars també hi era, segons sembla vigilant la roba dels que el lapidaren.

## Troballa del cos de Sant Esteve

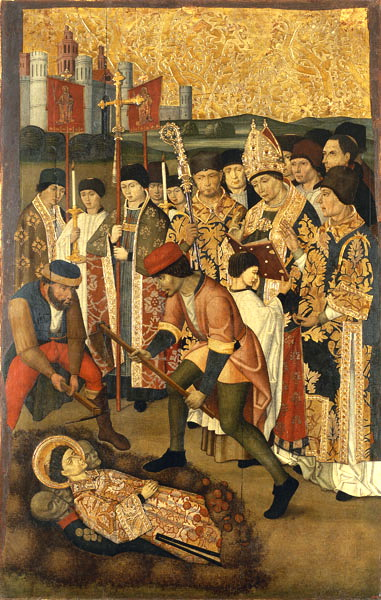
Escena de la Invenció del cos de sant Esteve del Retaule de Granollers, actualment al MNAC

La troballa o invenció (del llatí inventio) del cos de Sant Esteve va tenir lloc en temps de l'emperador romà Honori a Cafargamala al nord de Jerusalem.
L'escena es recull als textos de la Llegenda àuria de Iacopo da Varazze corresponent al capítol intitulat El trobament del cos de sant Esteve, un cicle que recull antigues narracions sobre els miracles del protomàrtir i la prodigiosa peripècia de les seves relíquies. La fantasiosa història de la troballa de les seves restes descrivia que, un cop sant Esteve fou mort pels jueus, lapidat per blasfem amb l'aprovació del jove Saule de Tars, futur sant Pau, el seu cos no va ser enterrat i va quedar exposat a la depredació de les bèsties. Un cristià devot, Gamaliel el Vell, el va enterrar en una sepultura que posseïa i on més tard seria enterrat ell mateix i els seus fills Nicodem i Abbies, sense quedar cap rastre del lloc d'enterrament d'Esteve. Quatre-cents anys més tard, Gamaliel es va aparèixer a un prevere anomenat Llucià, que vivia prop de Jerusalem i li va explicar el lloc on podia trobar el cos de sant Esteve i com identificar-lo. Trobaria dos vasos d'or amb roses vermelles al costat del sant, dos vasos d'or amb roses blanques al costat de Gamaliel i Nicodem i un vas d'argent al costat d'Abbies. Després de successives aparicions, Llucià es va dirigir al bisbe Joan de Jerusalem. Varen anar en comitiva fins al lloc de la sepultura a Cafargamala on varen trobar i identificar cadascun dels cossos.
A partir de l'any 415 es va erigir una tomba oficial a Jerusalem.
Les suposades relíquies de sant Esteve portades a Menorca el 418 originaren un fanatisme religiós encapçalat pel bisbe Sever que s'expressà en la persecució dels jueus de l'illa i la seva total conversió al cristianisme.
És objecte de veneració (dulia) tant en l'església catòlica com en l'ortodoxa. La seva festa se celebrava tradicionalment el 3 d'agost i el seu dies natalis se celebra el 26 de desembre.

## Iconografia
La seva representació iconogràfica és amb tres pedres i la palma del martiri.
Obres d'art on es poden trobar episodis de la vida, mort i miracles de sant Esteve:
- Pintures romàniques de Sant Joan de Boí (MNAC)
- Frontal d'altar romànic de Sant Esteve de Llanars
- Portada i claustre de l'església de Sant Tròfim d'Arle
- Pintures murals de la capella de Sant Miquel del Monestir de Pedralbes de Barcelona. S. XIV.
- Pintures murals de l'església de Sant Miquel de Cardona, s. XIV (Museu Diocesà i Comarcal de Solsona)
- Retaule de Sant Esteve Protomàrtir (Granollers). Final del segle xv (MNAC)
- Retaule de Sant Joan Baptista i Sant Esteve procedent de Badalona. Segle XV (MNAC)
- Sant Esteve, de Perot Gascó, procedent del monestir de Sant Joan les Fonts. S XVI (Museu d'Art de Girona)[5]
- Retaule de l'església parroquial de Sant Esteve de València, de Joan de Joanes (Museu del Prado)[6]

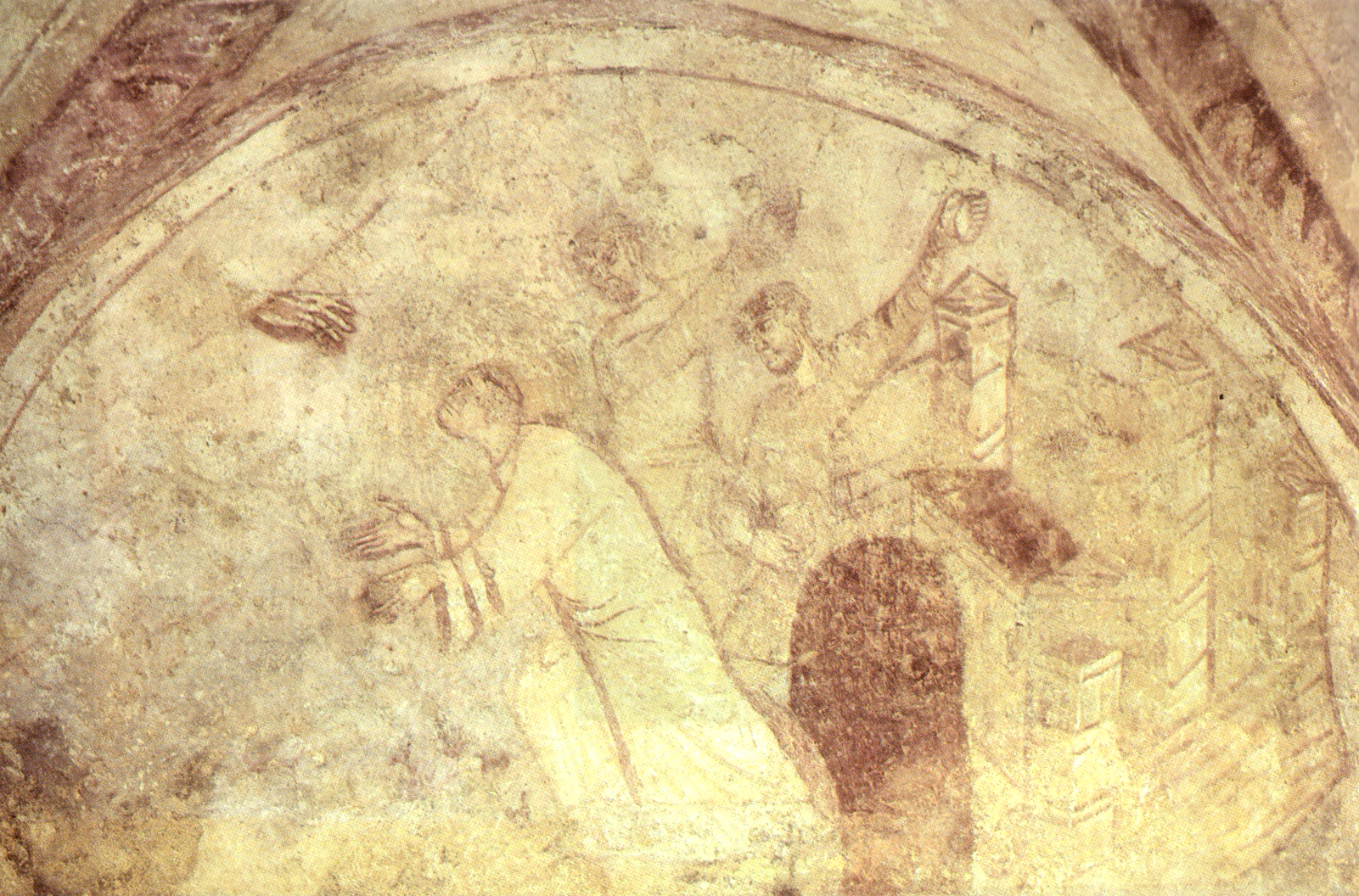
Fresc a la cripta de Saint-Germain, a Auxerre, 841-857, amb la lapidació
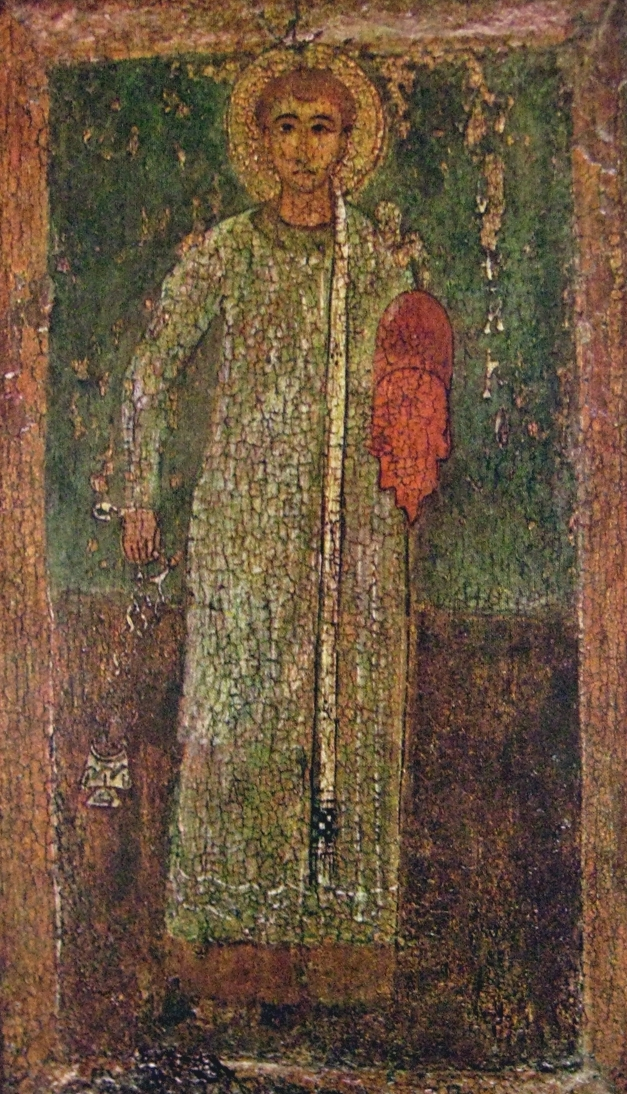
Icona romana d'Orient, s. XI (S. Petersburg, Ermitage)
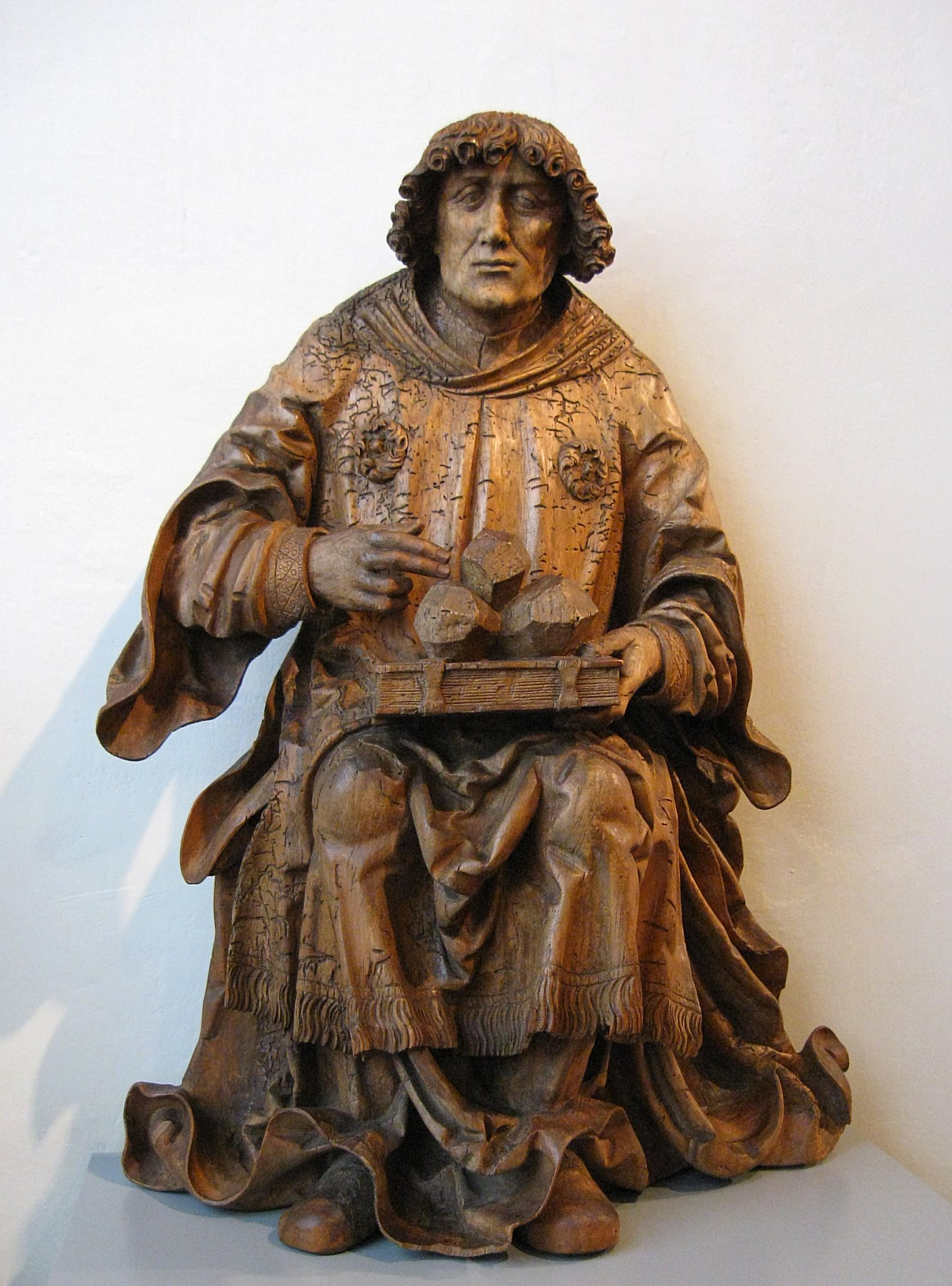
Talla del Mestre de les Portes d'Altötting, 1520-30 (Múnic, Bayerisches Nationalmuseum)
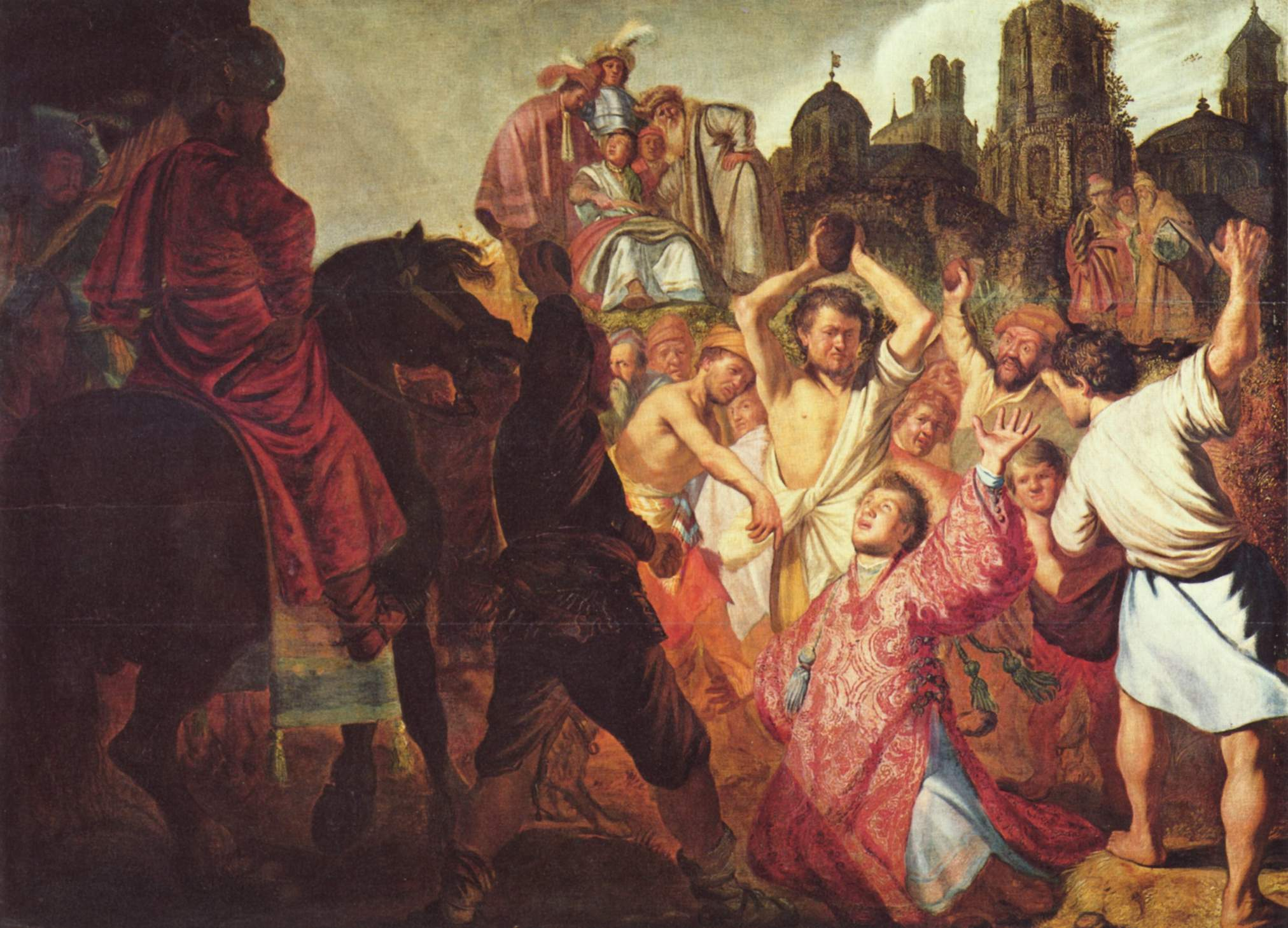
Lapidació, per Rembrandt, 1625 (Lió, Musée des beaux-arts)
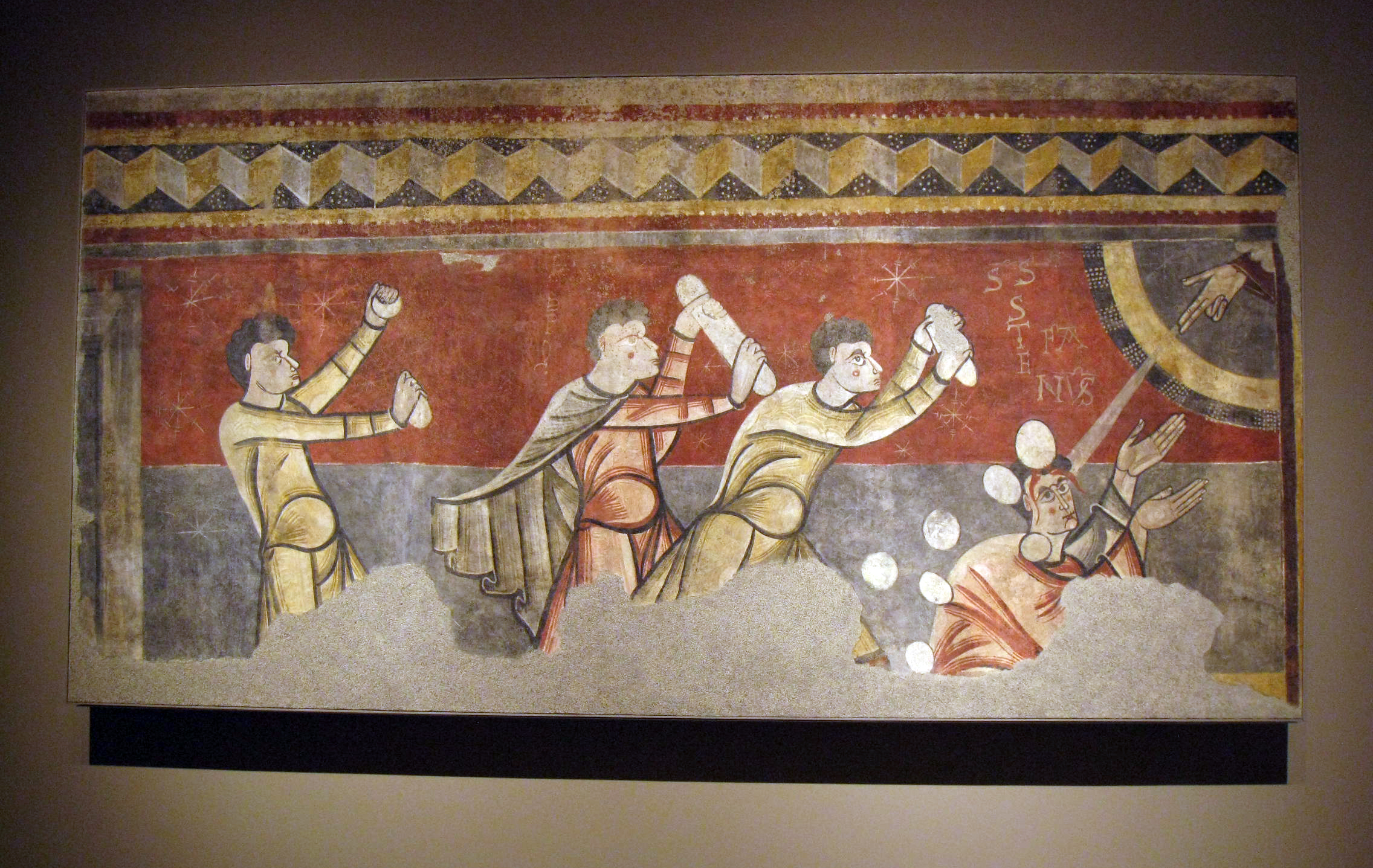
Lapidació a les pintures de Boí del MNAC